# Marius af Schultén
Marius Max af Schultén, född 21 december 1890 i Helsingfors, död där 30 januari 1978, var en finländsk arkitekt. Han var son till Maximus af Schultén och far till Gerhard af Schultén.
Under studietiden vid Tekniska högskolan i Helsingfors praktiserade af Schultén hos Jung & Bomanson och, efter att han utexaminerats 1915, hos Sigurd Frosterus, varefter han innehade en arkitektbyrå tillsammans med Matti Finell 1919–1924. Efter att i olika projekt ha samarbetat med bland andra Bertel Liljequist, Jarl Eklund, Oiva Kallio, Uno Ullberg, Lars Sonck och Jung & Jung, bedrev han åter egen arkitektverksamhet från 1949. Han ritade byggnader för varierande ändamål på olika håll i Finland. Efter att Frosterus avlidit 1956 fortsatte han att planera utbyggnaden av Stockmanns varuhus i Helsingfors, men dessa planer, med bland annat ett högt torn i Norra Esplanadens hörn, blev aldrig realiserade.
Vid sidan av arkitektverksamheten utmärkte sig af Schultén även som grafiker. Han skrev debatt- och fackartiklar i bland annat Hufvudstadsbladet och Arkitekten, Han verkade ivrigt för att bevara den äldre bebyggelsen i Helsingfors. Han författade böckerna Helsingfors – stad vid havet (1956) och Benois teaterhus (1970) samt översatte Albert Christ-Janers bok om Eliel Saarinen till finska.